# Évangile
Pour les articles homonymes, voir évangile (homonymie).
Cet article traite des évangiles en tant que livres. Pour la diffusion de l'évangile en tant que « bonne nouvelle » du christianisme, voir Évangélisation.

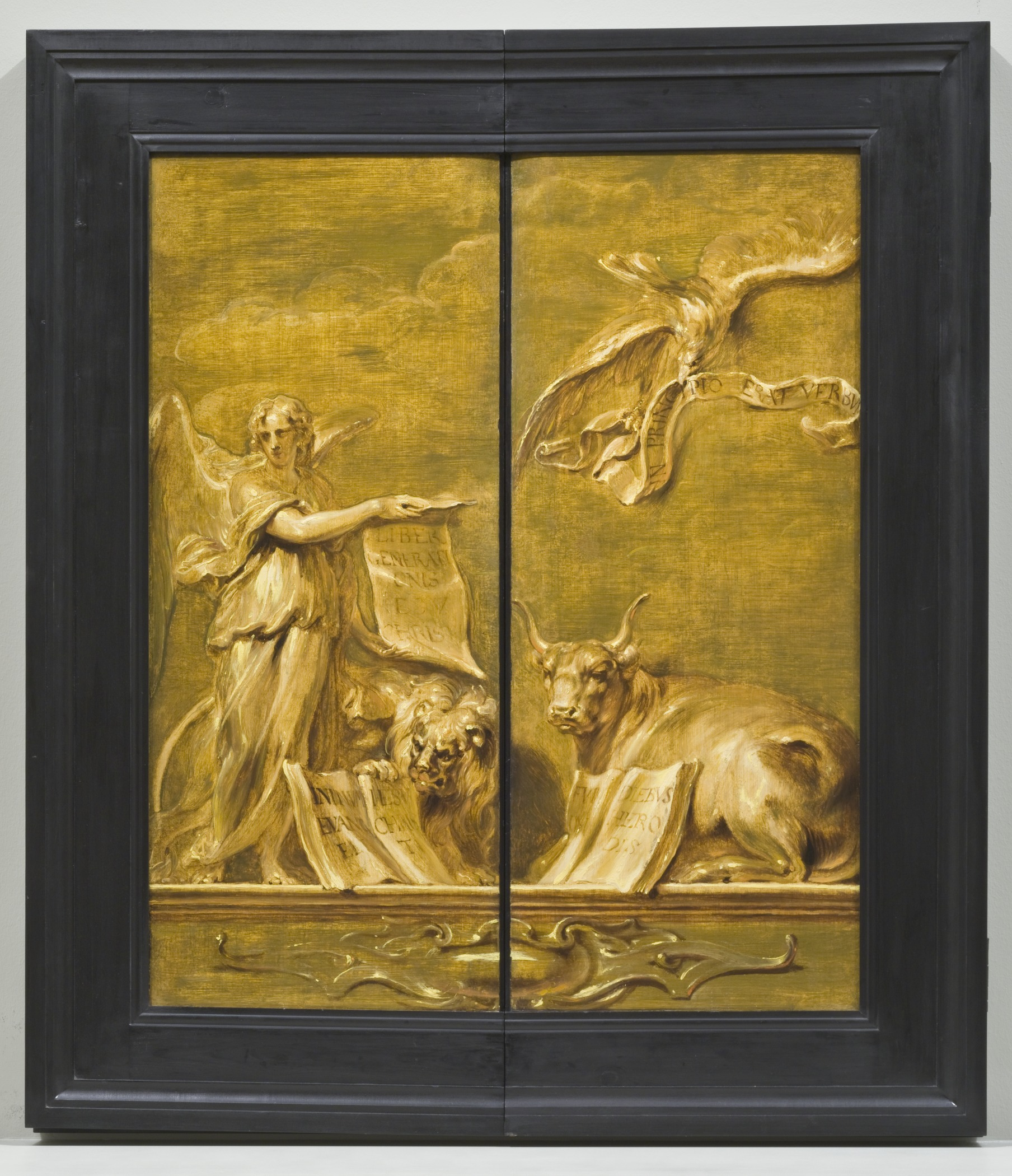
Les Évangélistes, Triptyque Snyders, Jan Boeckhorst (v. 1659), musée d'Art du comté de Los Angeles. Chacun des quatre évangélistes est représenté par son symbole : l'ange (Matthieu), le lion (Marc), le taureau (Luc) et l'aigle (Jean).

Un évangile (du latin evangelium, lui-même emprunté au grec ancien εὐαγγέλιον / euangélion, « bonne nouvelle ») est un écrit en langue grecque qui relate la vie et l'enseignement de Jésus de Nazareth, appelé par les chrétiens Jésus-Christ.
Quatre sont reconnus comme canoniques par l'ensemble des Églises chrétiennes, tant catholique que protestantes et orthodoxes : les évangiles dits « selon » Matthieu, Marc, Luc et Jean. Ils forment la partie la plus longue du Nouveau Testament et sont collectivement appelés l'Évangile.
De nombreux évangiles ont circulé pendant les premiers siècles du christianisme. Les évangiles qui n'ont pas été reconnus sont dits apocryphes.

## Le genre «évangile»

### Étymologie
Le mot « évangile » provient du grec ancien εὐαγγέλιον (euangélion), qui, à l'époque classique, désigne une récompense pour une « bonne nouvelle » puis, à l'époque impériale la bonne nouvelle elle-même, voire plus simplement une nouvelle.
Dans la Septante, le terme apparaît dans deux passages (dans le Deuxième Livre des Rois et dans le Deuxième Livre de Samuel) où il signifie « nouvelle » ; on trouve également dans le Second Isaïe le verbe euangelizomai qui indique, avec une connotation théologique, l'annonce de la libération du peuple.
Consécutivement à la mise en place du calendrier Julien (en 46 av. J.-C.), on trouve des inscriptions à l'époque augustéenne (de 27 av. J.-C. à 14), qui attestent que la propagande impériale confère au terme un sens fort, exprimant l'ouverture d'une nouvelle ère que constitue la Pax Augusta.
Le terme « évangile » est repris par les auteurs du Nouveau Testament, où il figure à 76 reprises, notamment pour annoncer le salut éternel pour quiconque se repent de ses péchés et place sa foi en Jésus-Christ. C'est dans les écrits pauliniens que l'on trouve le plus grand nombre d'occurrences du terme, soixante, où il semble attester de l'usage qu'en font les communautés chrétiennes judéo-hellénistiques contemporaines de l'auteur, où le mot « évangile » semble lié à différentes formules de professions de foi en Jésus-Christ. L'auteur de l'évangile selon Marc est le premier à faire de l'expression « évangile de Jésus » l'annonce du règne de Dieu contenue dans la prédication de Jésus de Nazareth.
Ainsi, dans les premiers temps de la littérature paléochrétienne, le terme désigne non un texte écrit déterminé, mais le message de salut relatif à Jésus. Il semble que ce soit à Marcion que l'on doive, vers le milieu du IIe siècle, l'usage du terme pour désigner un texte écrit donné puis, à partir de la fin du siècle, euaggelion désigne couramment un genre littéraire propre qui traite de cette même « bonne nouvelle », les titres « Évangile selon… » communs aux quatre évangiles dits « canoniques » (Matthieu, Marc, Luc et Jean) étant le fait de scribes ultérieurs. Dans un sens plus général, « l'Évangile », sans autre précision, désigne l'ensemble de ces quatre évangiles.
Le terme apparaît également dans certains écrits de Qumran ( IIe siècle av. J.-C.). Enfin, il existe d'autres textes plus tardifs et non reconnus par le christianisme : les évangiles dits « apocryphes ».

### Genre littéraire
Les évangiles font le choix de raconter la vie de Jésus de Nazareth sous une forme narrative. La théorie défendue au début du XXe siècle par les tenants de la Formgeschichte (« histoire de la forme »), suivant laquelle les évangiles constitueraient un genre sui generis né spontanément au sein des communautés paléochrétiennes, n'est plus suivie, du moins d'un point de vue littéraire, même si, sur le plan théologique, ces textes constituent effectivement quelque chose de singulier. Les évangiles puisent en effet dans différents genres littéraires de l'Antiquité.

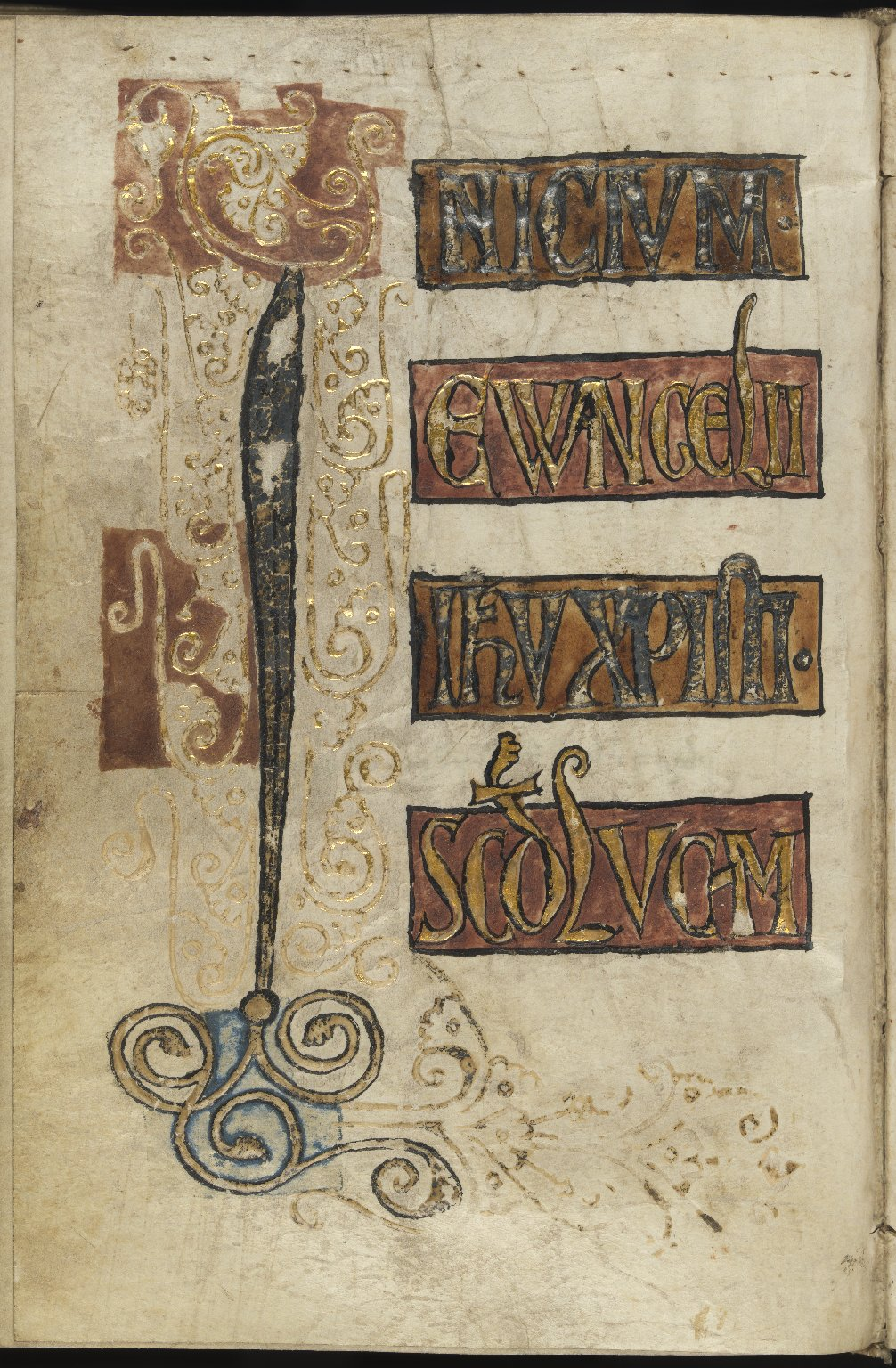
Les quatre Évangiles, manuscrit du XIIIe siècle.

Ils connaissent un précédent littéraire et théologique avec le Tanakh, particulièrement les livres historiques qui développent un genre littéraire alliant historiographie et profession de foi et auquel s'apparentent les évangiles ; néanmoins, à la différence de la Bible juive, qui raconte l'histoire de Dieu et de son peuple, les évangiles abordent une approche biographique centrée sur Jésus de Nazareth.
Cette approche biographique a pour équivalent les Bios grecques ou Vitae latines, les biographies de la culture gréco-romaine, dont le genre évangélique constitue une sous-catégorie, bien qu'il s'agisse d'une littérature plus populaire qui s'éloigne des normes culturelles plus exigeantes des biographies antiques. Si les évangiles partagent avec celles-ci l'objectif de combiner « la fixation sur la vie d'un personnage et l'intérêt de son inscription dans l'histoire », leur objet, avant tout théologique, est d'inscrire l'incarnation de Dieu dans la vie de Jésus de Nazareth plutôt que d'illustrer des valeurs destinées à l'édification morale des lecteurs.
Les évangiles puisent également des éléments dans certaines « biographies idéales » présentes dans les livres prophétiques, notamment dans le Livre de Jérémie, qui décrivent « la naissance, les paroles, les actions symboliques, la mort et la sépulture des saints hommes » et avec lesquels les évangiles partagent la dimension théologique de la biographie ou encore l'absence de mention de l'auteur. Enfin, les évangiles puisent également dans les arétalogies, qui décrivent les prodiges réalisés par des « hommes divins », ou encore dans le roman grec qui a pu inspirer les évangélistes pour la mise en récit de leur christologie caractérisée par une structuration en épisodes, le déploiement d'une intrigue ou encore l'aménagement d'effets dramatiques.
Si la nature littéraire des évangiles, en rassemblant plusieurs traditions au sein d'un récit biographique sur Jésus de Nazareth, s'affilie à différents genres circulant à l'époque, le type d'écrit initié par l'auteur de l'Évangile selon Marc — imité ensuite par les auteurs des trois autres évangiles canoniques et, jusqu'au VIe siècle, par les auteurs des évangiles apocryphes — constitue un type d'œuvre jusque-là inédit dont l'« originalité (…) tient à l'émergence d'un phénomène historiquement identifiable : le développement de la foi en Jésus [dont] la vie est racontée comme le tournant de l'histoire du Monde ».

## Auteurs et datation des textes canoniques

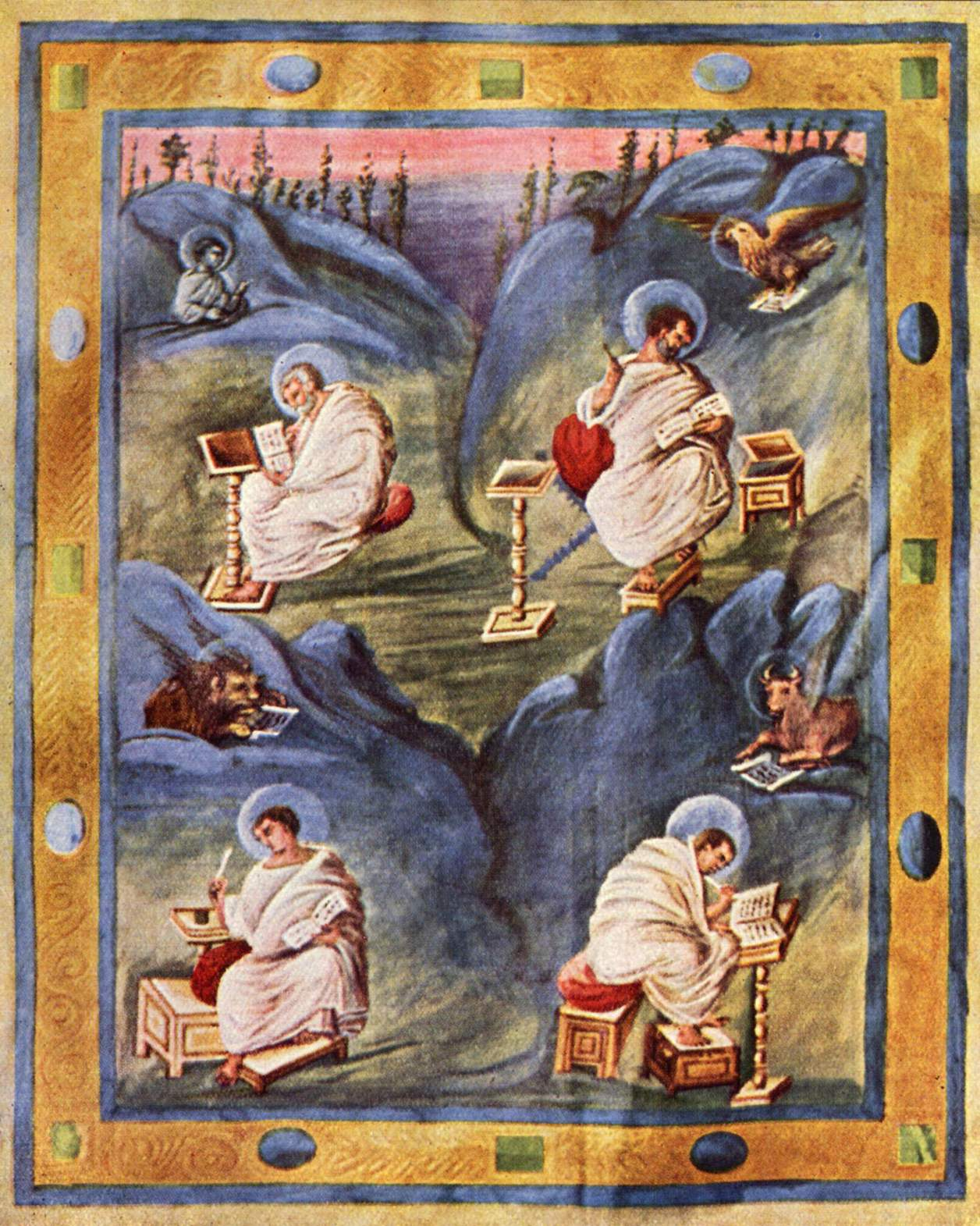
Les Quatre Évangélistes, miniature des Évangiles d'Aix-la-Chapelle (v. 800).

Les évangiles canoniques sont les quatre évangiles reconnus par les Églises chrétiennes catholique, protestantes et orthodoxes. Elles ont toutes quatre été écrites après la correspondance laissée par Paul de Tarse.

### Attribution traditionnelle
Les évangiles canoniques sont traditionnellement attribués à des disciples de Jésus (pour l'Évangile selon Matthieu et l'Évangile selon Jean), ou à des proches de ses disciples (pour l'Évangile selon Marc et l'Évangile selon Luc).
- Matthieu, dit le publicain, l'apôtre ou l'évangéliste ;
- Marc (disciple de Pierre) ;
- Luc, dit le médecin bien-aimé (disciple de Paul de Tarse, et à qui est aussi attribuée la rédaction des Actes des Apôtres) ;
- Jean dit l'apôtre ou l'évangéliste.

Aucune mention d'auteur n'apparaît dans ces quatre textes à l'époque de leur rédaction : ils ont d'abord circulé sous une forme anonyme. L'attribution à des apôtres n'apparaît qu'un siècle plus tard.
Le plus ancien témoin littéraire de cette attribution est Irénée de Lyon, qui, vers 180, définit ces quatre évangiles canoniques comme inspirés divinement, probablement en réaction aux thèses de Marcion,,,.

### Attribution historique, datation et composition
Les évangiles selon Marc, Matthieu et Luc, qui racontent l'histoire de Jésus d'une manière relativement semblable, sont dits « synoptiques ». L'Évangile selon Jean relève d'une christologie complémentaire appelée « johannique ».

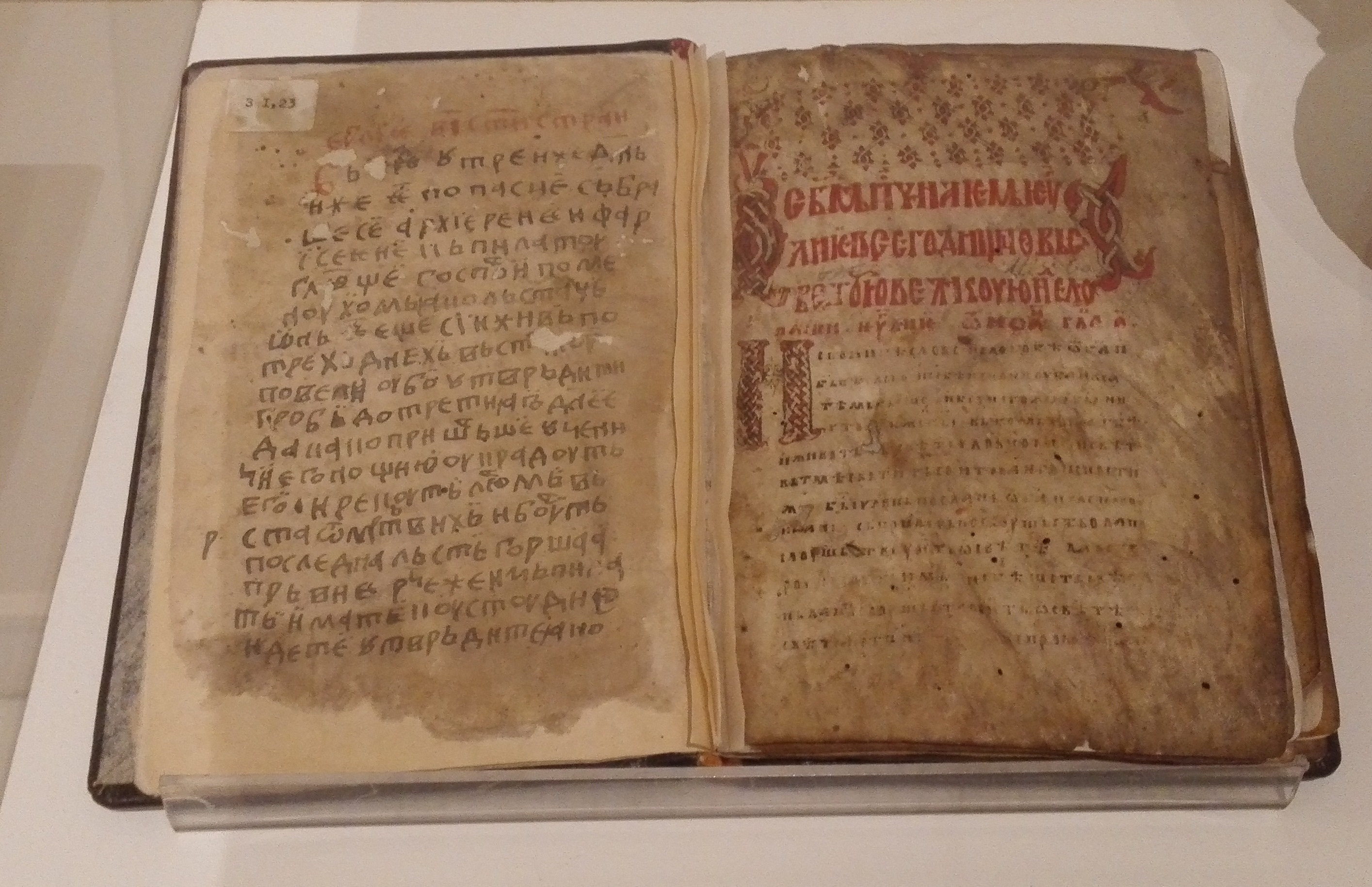
Les Évangiles, manuscrit serbe orthodoxe du XIIIe siècle.

Les évangiles ont été rédigés en plusieurs phases, par la deuxième ou troisième génération de disciples, dans une fourchette qui oscille entre les années 65 et 110 d'après les différentes options historiographiques. Michel Quesnel et Daniel Marguerat parlent de 65 et 95,, comme la majorité des historiens et des exégètes, et Raymond Edward Brown donne la fourchette 70-années 90, à plus ou moins 10 ans près. Les textes sont le fruit d'un long processus de recueil des paroles de Jésus de Nazareth. Ces paroles, parfois adaptées voire complétées, sont reprises dans les diverses situations de la vie des premières communautés chrétiennes et ensuite agencées à la manière d'une Vie (une Vita) à l'antique, qui ne relève néanmoins pas de la biographie. Ils ne sont appelés « évangiles » que vers 150.
Si les spécialistes insistent sur les difficultés d'une datation plus précise de ces écrits, l'ordre chronologique de leur apparition est admis par la plupart d'entre eux. Les évangiles ne sont pas les textes les plus anciens du Nouveau Testament : leur rédaction est précédée par d'autres, comme une partie des épîtres de Paul (50 - 57) ou par l'épître de Jacques (vers 60). Pour la recherche actuelle, le premier évangile est celui de Marc, écrit vers 70 à l'exception de la finale (Marc 16), largement ultérieure ; l'évangile selon Matthieu le suit, vers 80-90. L'évangile selon Luc, rédigé séparément de celui de Matthieu mais à peu près contemporain, est daté de 80-85 ; son auteur est le même que celui des Actes des apôtres, écrits à la même époque et dans un même style littéraire. Pour finir, celui selon Jean se situe entre 90 et 100, voire 110.
Dans les années 1980, une école minoritaire a défendu l'hypothèse de dates antérieures à l'année 70. Dans ce courant se trouvaient notamment John A. T. Robinson, Claude Tresmontant et Philippe Rolland. Ce dernier a supposé l'existence d'un évangile « sémitique » qui aurait été traduit en grec pour donner les écrits « pré-Matthieu » et « pré-Luc ». Ces théories, qui se fondaient sur Eusèbe de Césarée (Histoire ecclésiastique III, 39, 16), lui-même se référant à Papias, sont aujourd'hui abandonnées.

### Synoptiques et quatrième évangile

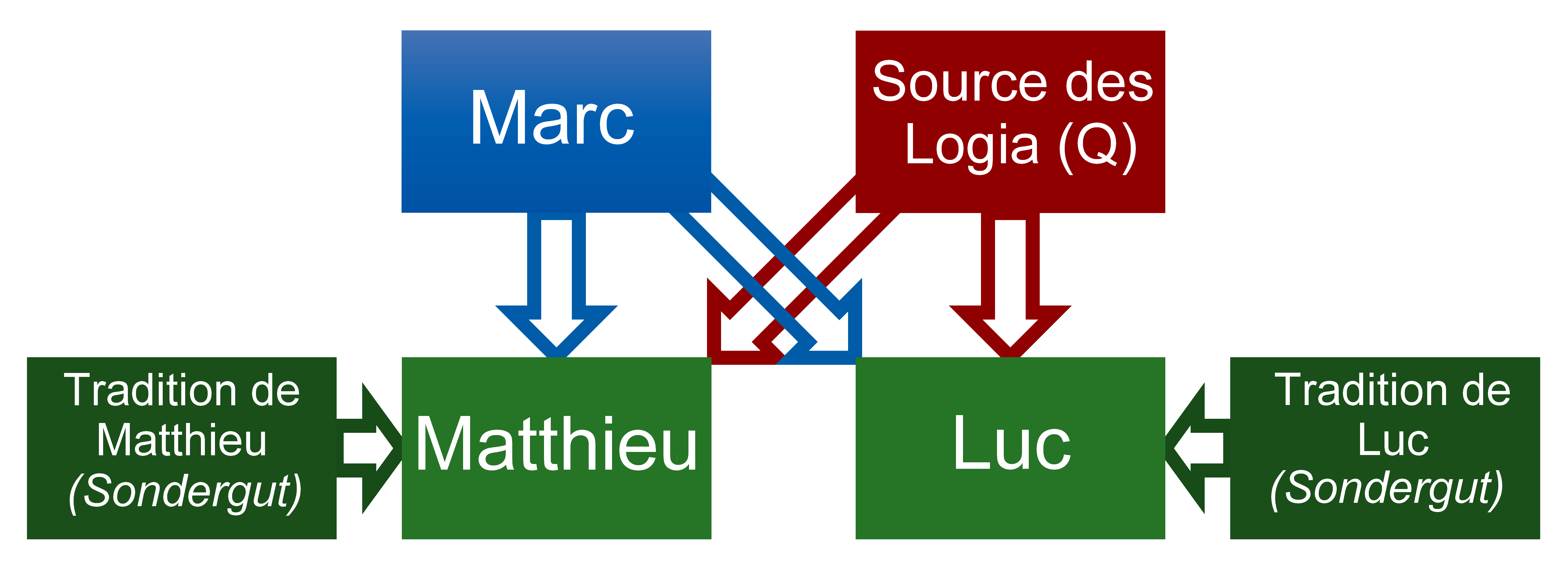
Les deux sources de Matthieu et de Luc : l'Évangile selon Marc et la Source Q, auxquels s'ajoutent leurs contenus spécifiques (Sondergut).

Les trois premiers évangiles (par ordre chronologique, Marc, Matthieu et Luc) sont qualifiés de « synoptiques » car ils présentent plus ou moins les mêmes épisodes, à la différence du quatrième, celui de Jean, qui apporte d'autres éléments.
Une autre différence est que les synoptiques comptent une cinquantaine de paraboles au total, alors que l'Évangile selon Jean n'en contient aucune.
Selon la théorie des deux sources, admise par la quasi-totalité des chercheurs, les parties communes à Matthieu et à Luc dépendent à la fois de l'évangile selon Marc (600 versets chez Matthieu et 350 chez Luc) et d'un document perdu (235 versets présents chez Matthieu et Luc, mais absents de Marc) appelé la source Q.

## Établissement des textes canoniques

### Transmission
Les récits évangéliques sont marqués, comme la plupart des textes de la Bible, par de nombreuses structures orales. Les travaux du jésuite Marcel Jousse ont montré l'importance de cette oralité dans les quatre évangiles. Cette approche permet de redonner vie aux Évangiles par une approche anthropologique du texte. Plus proche de nous, Pierre Perrier a tenté de retrouver les collections orales primitives mises en ordre par les apôtres avant la mise par écrit des Évangiles.

### Manuscrits

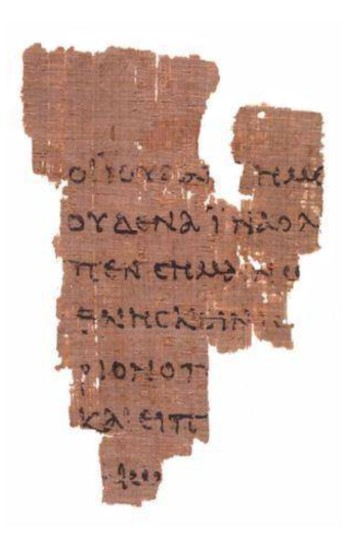
Le Papyrus P52, qui contient deux passages du chapitre 18 de l'Évangile selon Jean.

Le plus ancien fragment reconnu d'un évangile est le Papyrus P52 découvert en Égypte, daté d'environ 125 et qui est un très court extrait de l'évangile selon Jean.
Les principaux codex contenant des versions à peu près complètes des évangiles, écrits en langue grecque, sont le codex Vaticanus et le codex Sinaiticus qui datent du milieu du IVe siècle.

### Canon
À la fin du IIe siècle, les témoignages concordants de Clément d'Alexandrie, Tertullien et d'Irénée de Lyon (voir par exemple le Contre les hérésies, daté de 180 environ) suggèrent que les quatre évangiles sont réputés canoniques pour l'Église de Rome,. À peu près à la même époque, aurait été établi à Rome le premier canon, plus tard connu sous le nom de canon de Muratori qui correspond au refus d'inclure les autres évangiles apocryphes qui commencent à circuler au IIe siècle.
Le concile de Laodicée, vers 363, confirme la limitation du nombre des Évangiles canoniques à quatre. En 397, un concile réuni à Carthage précisa dans son canon 47, le contenu des Saintes Écritures, en particulier celui du Nouveau Testament où apparaissent à côté des Quatre évangiles, les Actes des apôtres, treize épitres de Paul, une épitre aux Hébreux, deux épitres de Pierre, trois épitres de Jean, une de Jacques et une de Jean. Le synode sollicitait en outre la confirmation de l'évêque de Rome et de ceux des environs. Enfin en 495, le Décret de Gélase fixe le contenu des Évangiles du Nouveau Testament et liste les évangiles apocryphes qui sont interdits à la lecture.

### Concordance
À partir de la fin du IIe siècle, se pose la question de la concordance des quatre évangiles canoniques et de la synthèse qu'ils peuvent offrir sur la vie et l'enseignement de Jésus. Un nouveau genre littéraire apparaît alors, celui de l'« harmonie des Évangiles » : il s'agit d'ouvrages de compilation qui reprennent par ordre chronologique les éléments de la vie de Jésus contenus dans chacun des quatre textes.
Parmi les plus anciennes « harmonies évangéliques » figurent le Diatessaron, les canons eusébiens et le De consensu evangelistarum d'Augustin d'Hippone. La tradition s'est perpétuée au long des siècles chez les catholiques comme chez les protestants, avec des auteurs tels que Gerson et Calvin ou au XXe siècle Xavier Léon-Dufour et Kurt Aland.

## Contenu des textes canoniques

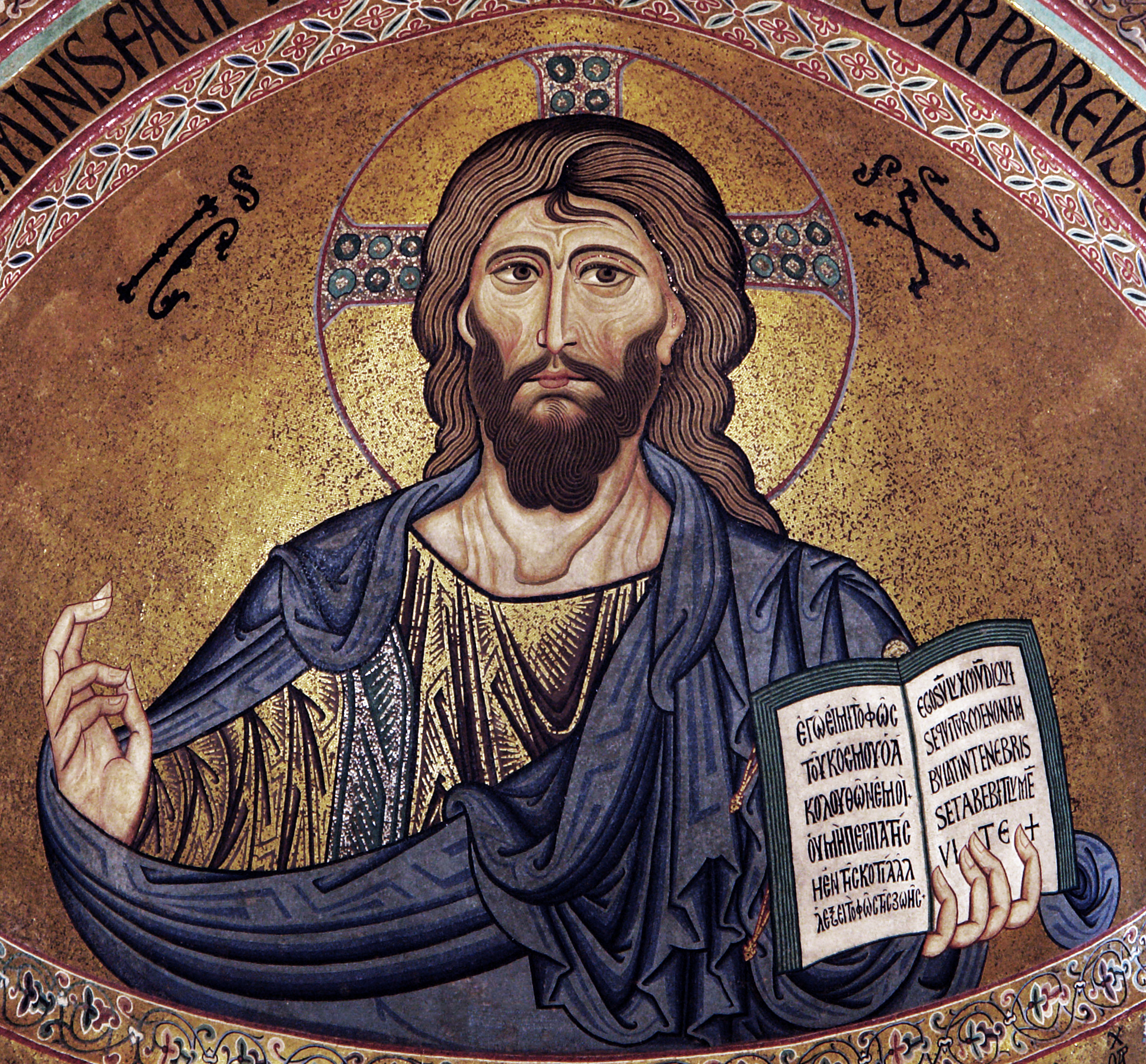
Représentation artistique de Jésus-Christ, Cathédrale de Cefalù (Sicile)

### Analyse des textes
Pour définir le sens des évangiles, les chercheurs ont recours à l'exégèse. Cette discipline existe dès le XVIe siècle dans la tradition protestante, suivie à partir du XVIIe siècle par quelques auteurs catholiques qui se heurtent à l'opposition de l'Église. L'exégèse historico-critique, en particulier, est condamnée jusqu'au XXe siècle.
Pendant le concile Vatican II, la Commission biblique pontificale publie une Instruction sur la vérité historique des évangiles (21 avril 1964) qui est favorablement accueillie comme guide de travail par les exégètes, puis l'Église catholique accepte officiellement, dans sa constitution Dei Verbum de 1965, l'utilisation de la méthode historico-critique. L'encyclique Fides et ratio (numéro 94) précise quelques années plus tard que les textes bibliques « exposent des événements dont la vérité se situe au-delà du simple fait historique : elle se trouve dans leur signification dans et pour l'histoire du salut ».
Les exégètes actuels vont dans le même sens en considérant les évangiles comme des œuvres de foi dont les auteurs ont plus une visée doctrinale qu'un souci historique,.

### Biographie de Jésus
Les Évangiles canoniques portent essentiellement sur la vie et l'enseignement de Jésus-Christ, qu'ils abordent chacun selon une perspective particulière. Ils en constituent la plus ancienne source documentaire.
Deux d'entre eux évoquent l'enfance de Jésus et en particulier la Nativité et la fuite en Égypte. Il s'agit des évangiles selon Matthieu et Luc, rédigés dans les années 80, soit une cinquantaine d'années après la crucifixion de Jésus (vers 30). L'évangile le plus ancien, celui de Marc (écrit vers 68-75), n'y fait aucune allusion et il n'existe à ce jour aucun document sur les « années cachées » de la biographie de Jésus de Nazareth.
Ces récits d'enfance sont des éléments classiques dans la « biographie » d'un grand homme de l'Antiquité et « doivent donner la clé de l'homme et de l'action à venir ». Il s'agit de récits hautement symboliques, comme celui de l'étoile qui guide les rois mages : celle-ci est un signe de prédestination royale dans le monde antique, et un symbole messianique pour les juifs. Ils ont été prolongés par les écrits plus tardifs des apocryphes et forment un des éléments de la mythologie chrétienne.
Hormis l'épisode lucanien de la visite au Temple de Jérusalem à l'âge de douze ans, la jeunesse de Jésus jusqu'au début de son ministère vers l'âge de trente ans n'est pas mentionnée dans les évangiles.
Les Évangiles canoniques relatent la « vie publique » de Jésus sur une période qui dure moins de trois ans. L'Évangile selon Jean, plus tardif que les trois Évangiles synoptiques, s'en distingue à la fois par son schéma narratif, sa chronologie et ses développements christologiques.
C'est à partir des textes canoniques mais aussi apocryphes que de nombreux auteurs, romanciers, historiens, théologiens et chercheurs, ont rédigé leurs « Vies de Jésus », qui forment un genre littéraire à part entière.

## Évangiles «apocryphes»
Les récits de la vie de Jésus qui n'ont pas été retenus comme faisant partie du canon officiel ont été désignés sous le terme d'« évangiles apocryphes » (étymologiquement : « évangiles cachés »). Ils ont été longtemps délaissés, mais l'exégèse moderne s'y intéresse à nouveau.
Les artistes, au cours des âges, en ont souvent retenu des légendes pieuses qui ont joué un assez grand rôle. Des collections de maximes, comme l'Évangile selon Thomas, revêtent un intérêt historique. De même, l'Évangile de Pierre, dont un fragment a été retrouvé en Égypte en 1884, est le seul à contenir une description de la résurrection de Jésus. Elles semblent défendre des doctrines gnostiques. Certains de ces évangiles sont proches de légendes populaires tendant à combler les vides du récit des quatre évangiles réputés plus anciens. Parmi les traditions bien présentes dans l'Église catholique mais n'apparaissant pas dans les évangiles officiels, on trouve le nom des parents de Marie, mère de Jésus (qui se prénommeraient Anne et Joachim), ou la présence du bœuf et de l'âne dans la crèche où est né Jésus.
L'Évangile de Barnabé, qui date au plus tard du XVIe siècle, fournit une vision de Jésus compatible avec l'islam. Il est considéré comme une « fraude pieuse ».

#### Ouvrages généraux
- Marie-Françoise Baslez, Jésus : Dictionnaire historique des évangiles, Omnibus, 2017  (ISBN 978-2-258-13631-1)
- Paul Beauchamp, Le Récit, la Lettre et le Corps, Cerf, 1992  (ISBN 2204046620)
- Raymond E. Brown, 101 Questions sur la Bible, Lexio/Cerf, 1993 et 2004  (ISBN 978-2-204-11305-2)
- Raymond E. Brown, Que sait-on du Nouveau Testament ?, éditions Bayard, 2011  (ISBN 978-2-227-48252-4)
- Hans Conzelmann et Andreas Lindemann, Guide pour l'étude du Nouveau Testament, Labor et Fides, 1999  (ISBN 2-8309-0943-7)
- Bart D. Ehrman, Jésus avant les Évangiles : Comment les premiers chrétiens se sont rappelé, ont transformé et inventé leurs histoires du Sauveur, Bayard, 2017  (ISBN 978-2-227-48913-4)
- Camille Focant et Daniel Marguerat (dir.), Le Nouveau Testament commenté, Bayard/Labor et Fides, 2012, 4e éd.  (ISBN 978-2-227-48708-6)
- Pierre Gibert et Christoph Theobald (éd.), Le Cas Jésus-Christ. Exégètes, historiens et théologiens en confrontation, Bayard, 2002
- Daniel Marguerat (dir.), Introduction au Nouveau Testament : Son histoire, son écriture, sa théologie, Labor et Fides, 2008  (ISBN 978-2-8309-1289-0)
- John Paul Meier, Un certain Juif : Jésus. Les données de l'histoire, vol. I, II, III, IV, V, Cerf, 2004-2018
- Michel Quesnel, L'Histoire des évangiles, Cerf, 2009

#### Sur les Évangiles canoniques
- Jacques Dupont, Études sur les évangiles synoptiques, Leuven University Press, 1985
- Camille Focant, L'Évangile selon Marc, éditions du Cerf, 2004  (ISBN 978-2-204-07407-0)
- Benoît Standaert, L'Évangile selon Marc, Cerf, 1997
- Étienne Trocmé, L'Évangile selon saint Marc, Labor et Fides, 2000  (ISBN 2-8309-0972-0)
- Daniel Marguerat, Jésus et Matthieu : À la recherche du Jésus de l'histoire, Labor et Fides/Bayard, 2016  (ISBN 978-2-8309-1589-1)
- François Bovon, L'Œuvre de Luc, Cerf, 1987
- Roland Meynet, L'Évangile de Luc, coll. « Rhétorique sémitique 1 », Lethielleux, Paris, 2005  (ISBN 2-283-61239-X)
- Jean Zumstein, L'Évangile selon saint Jean, Labor et Fides, 2007